# Aciculidae
Aciculidae zijn een familie van landslakken. De soorten uit de familie hebben een operculum.

## Geslachten
- Acicula Hartmann, 1821
- Menkia Boeters, E. Gittenberger & Subai, 1985
- Platyla Moquin-Tandon, 1856
- Renea G. Nevill, 1880

Niet geaccepteerde geslachten:
- Acme W. Hartmann, 1821 → Acicula W. Hartmann, 1821
- Acmea W. Hartmann, 1821 → Acicula W. Hartmann, 1821
- Caziotia Pollonera, 1905 → Renea G. Nevill, 1880
- Hyalacme P. Hesse, 1917 → Platyla Moquin-Tandon, 1856
- Megalacme Kobelt & Möllendorff, 1899 → Renea G. Nevill, 1880
- Microceras F. Sandberger, 1886 → Renea G. Nevill, 1880
- Pupula Charpentier, 1837 → Acicula W. Hartmann, 1821